# Norra Betsön och Södra Betsön
Norra Betsön och Södra Betsön är en ö i Åland (Finland). Den ligger i Skärgårdshavet och i kommunen Sottunga i landskapet Åland, i den sydvästra delen av landet. Ön ligger omkring 42 kilometer öster om Mariehamn och omkring 230 kilometer väster om Helsingfors.
Öns area är 33,6 hektar och dess största längd är 1 kilometer i nord-sydlig riktning.